# North Rona
North Rona is een eiland in de Atlantische Oceaan, ten noorden van de Buiten-Hebriden. Het eiland is onbewoond maar beschikt wel over overblijfselen van gebouwen, waaronder de Chapel St. Ronan's, vernoemd naar de heilige Ronan. Naar deze heilige is het eiland zelf ook vernoemd. Het eiland is eigendom van Scottish Natural Heritage als natuurgebied.